# Johann Rudolf Wyss
Johann Rudolf Wyss (Berna, 4 marzo 1781 – Berna, 21 marzo 1830) è stato uno scrittore e pastore protestante svizzero.

## Biografia
Figlio del romanziere Johann David Wyss, professore di filosofia a Berna, è conosciuto principalmente per essere stato l'autore del precedente inno nazionale svizzero intitolato Rufst du, mein Vaterland (letteralmente: "Ci chiami, o patria"), sostituito nel 1961 dal Salmo Svizzero . 
Ha revisionato inoltre il lavoro di suo padre, Il Robinson Svizzero (1812), un romanzo di avventura e di formazione che ha guadagnato grande popolarità ed è stato tradotto in tutte le lingue d'Europa, soprattutto grazie alla versione francese di Isabelle de Montolieu, a cui ha aggiunto il finale e rimaneggiato diversi capitoli.

## Opere
- Reise in das Berner Oberland di Wys e Lutz - Parigi: Audin; Ginevra: Bricquet e Dubois, 70 p. Ristampato nel 1817 con il titolo: Voyage dans l'Oberland bernois, Berna: JJ Bourgdorfer, 2 vol. in-16

- A toi, mon enfant, récits sous le tilleul du presbytère, scritto in collaborazione con il canonico Christoph von Schmid e pubblicato in Francia nel 1836.

- Soirées de l'ermitage: récits et nouvelles dans l'île déserte, pubblicato in Francia nel 1836.